# Sylvie Lussier
Pour les articles homonymes, voir Lussier.
 (août 2025).
Motif : Insuffisamment de sources secondaires démontrant le notoriété requise pour un article Cf WP:CAA et WP:NPER
- Archive Wikiwix
- Bing
- Cairn
- DuckDuckGo
- E. Universalis
- Gallica
- Google
- G. Books
- G. News
- G. Scholar
- Persée
- Qwant
- (zh) Baidu
- (ru) Yandex
- (wd) trouver des œuvres sur Wikidata

| 1. | Préciser le motif de la pose du bandeau. | Précisez le motif de la pose du bandeau en utilisant la syntaxe suivante : {{admissibilité à vérifier\|date=août 2025\|motif=remplacez ce texte par le motif}}                      |
| 2. | Informer les utilisateurs concernés.     | Pensez à avertir le créateur de l'article, par exemple, en insérant le code ci-dessous sur sa page de discussion : {{subst:avertissement admissibilité à vérifier\|Sylvie Lussier}} |

Sylvie Lussier est une auteure et animatrice québécoise diplômée en médecine vétérinaire née le 1er juin 1967 à Montréal.

## Filmographie
Elle a coécrit et coanimé avec Pierre Poirier de nombreuses émissions à la radio et à la télévision.

### Animation télévision
- Zoolympique
- Bêtes pas bêtes plus
- M'as-tu lu?

### Auteur télévision
- 4 et demi...
- Les Aventures tumultueuses de Jack Carter
- L'Auberge du chien noir
- 5e rang

### Radio
- L’inconscient

### Auteur cinéma
- L'Odyssée d'Alice Tremblay